# Satchmo at Pasadena

《Satchmo at Pasadena》는 루이 암스트롱이 1951년 1월 30일 캘리포니아주의 파사데나 시빅 오디토리움에서 녹음한 라이브 음반이다.
| 전문가 평가 | 전문가 평가 |
| 평가 점수   | 평가 점수   |
| 출처        | 점수        |
| ----------- | ----------- |
| Allmusic    | [ 1 ]       |

## 평가
올뮤직의 알 캠벨은 별 다섯 개 만점 중 네 개를 부여하면서도, 버브 레코드의 CD 재발매에 있어 음반의 수록곡들의 순서가 맞지 않고, 수많은 곡이 생략되자 이를 비판하였다.

## 트랙 리스트
1. "Back Home Again in Indiana" (James F. Hanley, Ballard MacDonald) – 5:31
2. "Baby, It's Cold Outside" (Frank Loesser) – 5:42
3. "Way Down Yonder in New Orleans" (Henry Creamer, Turner Layton) – 5:42
4. "Stardust" (Hoagy Carmichael, Mitchell Parish) – 3:33
5. "The Hucklebuck" (Roy Alfred, Andy Gibson) – 3:34
6. "Honeysuckle Rose" (Andy Razaf, Fats Waller) – 3:56
7. "Just You, Just Me" (Jesse Greer, Raymond Klages) – 6:22
8. "My Monday Date" (Earl Hines) – 6:37
9. "You Can Depend on Me" (Charles Carpenter, Louis Dunlap, Earl Hines) – 4:07
10. "That's a Plenty" (Lew Pollack) – 3:01

## 크레딧
- 루이 암스트롱 - 트럼펫, 보컬
- 잭 티가든 - 트럼본
- 바니 비가드 - 클라리넷
- 얼 하인즈 - 피아노
- 아벨 쇼 - 더블 베이스
- 코지 콜 - 드럼
- 벨마 미들턴 - 보컬

제작
- 진 노먼 - 라이너 노트, 프로듀서
- 앤디 크만 - 프로듀싱 조정
- 엘렌 피톤 - 마스터링
- 해리 바이너 - 재발매 슈퍼바이저